# Rozhovory s mým zahradníkem
Rozhovory s mým zahradníkem (v originále Dialogue avec mon jardinier) je francouzský hraný film z roku 2007, který režíroval Jean Becker jako adaptaci stejnojmenného románu Henriho Cueca. Snímek měl premiéru ve Francii dne 6. června 2007.

## Děj
Vzhledem k vážným problémům v manželství se slavný pařížský malíř vrací do svého rodného domu.
Najme si zahradníka, kterým je shodou okolností jeho starý kamarád ze školy, železničář v důchodu. Zdejší prostý, tichý, až rutinní život mu umožňuje znovu si vybavit zapomenuté vzpomínky.
Nemoc jeho přítele mu umožní uvědomit si hodnotu této jednoduchosti, což mu nakonec umožní obnovit vztah s dcerou a dát své malbě nový směr.

## Obsazení
| Daniel Auteuil           | malíř Dupinceau                    |
| Jean-Pierre Darroussin   | zahradník Dujardin                 |
| Fanny Cottençonová       | Hélène, malířova žena              |
| Élodie Navarre           | Carole, malířova dcera             |
| Alexia Barlier           | Magda, malířova žačka              |
| Hiam Abbass              | zahradníkova žena                  |
| Roger Van Hool           | Tony, malíř                        |
| Michel Lagueyrie         | René, prodavač malířských potřeb   |
| Christian Schiaretti     | Charles, nastávající manžel Carole |
| Jean-Claude Bolle-Reddat | starosta                           |
| Bernard Crombey          | Durieux, chirurg                   |
| Nicolas Vaude            | Jean-Etienne, fotograf             |